# Sewonrets Okazawa
Sewonrets Quincy Mensah Okazawa –conocido como Sewon Okazawa, en japonés, 岡澤セオン, Okazawa Sewon– (Yamagata, 21 de diciembre de 1995) es un deportista japonés que compite en boxeo. Ganó una medalla de oro en el Campeonato Mundial de Boxeo Aficionado de 2021, en la categoría de 67 kg.

## Palmarés internacional
| Campeonato Mundial | Campeonato Mundial | Campeonato Mundial | Campeonato Mundial |
| Año                | Lugar              | Medalla            | Categoría          |
| ------------------ | ------------------ | ------------------ | ------------------ |
| 2021               | Belgrado (Serbia)  | Medalla de oro     | 67 kg              |